# Wojciech Roj (starszy)
Wojciech Roj, właśc. Wojciech Raj-Gąsienica (ur. 3 stycznia 1839 w Zakopanem, zm. 21 stycznia 1924 tamże) – polski gazda, kowal i cieśla, przewodnik tatrzański.

## Życiorys
Był najstarszym dzieckiem gospodarza góralskiego Andrzeja Gąsienicy i Katarzyny z domu Budz. Rola Gąsieniców była nazywana „Rajem” i od niej, zgodnie z tradycją, przybrał przydomek Wojciech (w formie gwarowej „Roj”). Przydomku tego używał jako nazwiska. Pracował w różnorodnych dziedzinach. Od dzieciństwa pomagał w gospodarstwie rodziców, wyuczył się kowalstwa i ciesielstwa, sezonowo wyjeżdżał do pracy w kopalni węgla na Węgry. Miał kuźnię w Zakopanem.
Od 1873 uczestniczył (początkowo jako tragarz) w wyprawach w góry zakopiańskiego proboszcza Józefa Stolarczyka oraz Tytusa Chałubińskiego; w wyprawach tych – często pionierskich – brali udział także inni górale – znany gawędziarz Sabała i skrzypek Bartłomiej Obrochta. Po kilku latach jego rola w wyprawach Chałubińskiego znacznie wzrosła, stał się ich głównym organizatorem; Wojciech Kossak nazywał go „ministrem wszelkich spraw”. W trakcie górskich wypraw wykazywał się talentami organizatorskimi i kulinarnymi oraz życzliwością i troską o towarzyszy.

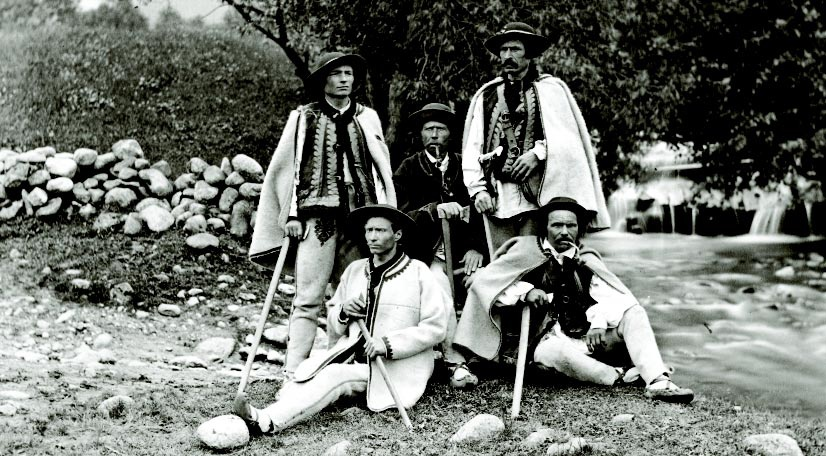
Przewodnicy tatrzańscy ok. 1877 r., – od lewej Wojciech Roj, Jędrzej Wala młodszy, Jędrzej Wala starszy, Szymon Tatar i Maciej Sieczka

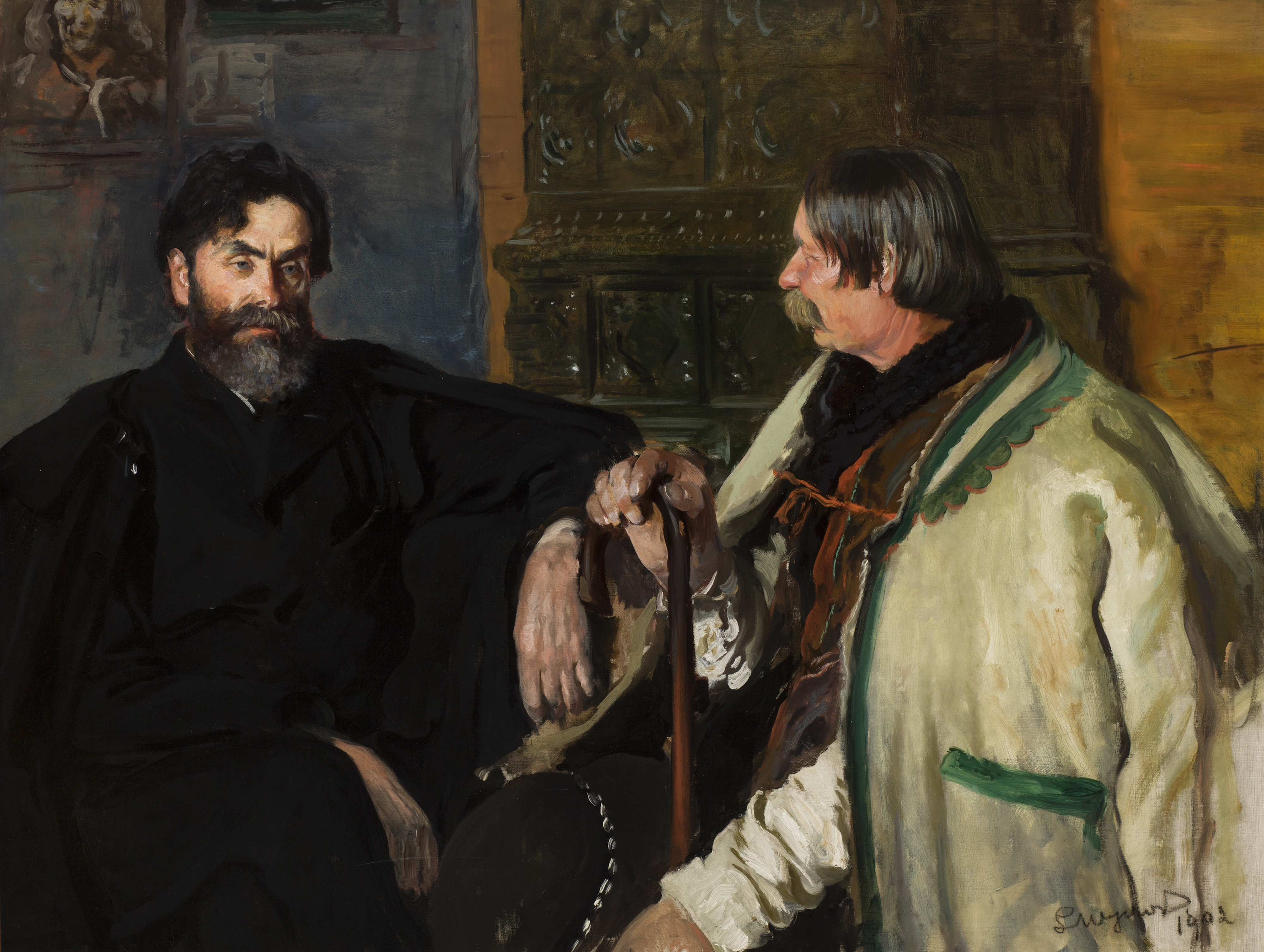
Portret Stanisława Witkiewicza z Wojciechem Rojem autorstwa Leona Wyczółkowskiego

W środowisko przewodnickie został wprowadzony przez starszych Macieja Sieczkę i Szymona Tatara starszego, a jego umiejętności w tej dziedzinie rozwinęły się na wyprawach z Tytusem Chałubińskim. W 1874 wspólnie z Tatarem wspiął się nową drogą na Gerlach i wprowadził na szczyt ks. Stolarczyka. Trzy lata później (28 czerwca 1877 r.) razem z Sieczką i Chałubińskim jako pierwsi zdobyli Mięguszowiecki Szczyt, co było jednym z większych osiągnięć taternickich drugiej połowy XIX wieku. W okresie tym Roj z Obrochtą próbowali pierwszego wejścia na Ganek, próba jednak zakończyła się na Galerii Gankowej. W roku 1884 dokonał drugiego wejścia na Baranie Rogi wraz z Karolem Potkańskim i Ludwikiem Chałubińskim, synem Tytusa.
Na zaproszenie Chałubińskiego kilkakrotnie przebywał w Warszawie, gdzie dodatkowo wyuczył się ślusarstwa. Jako pierwszy, także za poradą Chałubińskiego, uprawiał w Tatrach rośliny pastewne. W latach 1881–1882 wybudował zakopiański dom Chałubińskiego. Znalazł się w gronie obdarowanych legatem testamentowym Chałubińskiego (1889).
Był czołowym wykonawcą domów w stylu zakopiańskim, realizatorem projektów zaprzyjaźnionego Stanisława Witkiewicza. Oprócz domu Chałubińskiego zbudował m.in. willę „Pod Jedlami” na Kozińcu dla Jana Gwalberta i Wandy Pawlikowskich. Był częstym gościem rodziny Pawlikowskich w Krakowie, Lwowie i Medyce, wysoko ceniono go za ciekawą osobowość, umiejętności gawędziarskie i inteligencję; podejmował u siebie i był przewodnikiem wielu wybitnych osobistości, m.in. Władysława Ludwika Anczyca, Henryka Sienkiewicza, Bronisława Dembińskiego, Jana Kasprowicza. Wspomnienia Roja o Chałubińskim spisał Adam Wrzosek, pozostała również korespondencja Roja z Chałubińskim z lat 1879–1884.
Działał społecznie w organizacjach góralskich w Zakopanem, m.in. w Towarzystwie Zaliczkowym. Przemawiał podczas położenia kamienia węgielnego pod pomnik Chałubińskiego w Zakopanem (1901).
Był żonaty z Katarzyną z Ustupskich (ur. 1843, zm. 1919), z którą miał syna Józefa (ur. 1863, zm. 1892), nazywanego „adiutantem Chałubińskiego” – młody Roj pomagał Chałubińskiemu w badaniach minerałów i mchów tatrzańskich. Bratanek Wojciecha, również Wojciech, był posłem na Sejm, działaczem PSL Piast.
Po śmierci Tytusa Chałubińskiego chorował na reumatyzm i zaprzestał przewodnictwa górskiego. Problemy rodzinne – śmierć syna, córki i zięcia oraz strata żony – pogłębiły jego dolegliwości zdrowotne, a przy tym wzmocniły religijność. Roj zmarł w wieku 85 lat i został pochowany na Nowym Cmentarzu w Zakopanem (kw. K4-B-8).

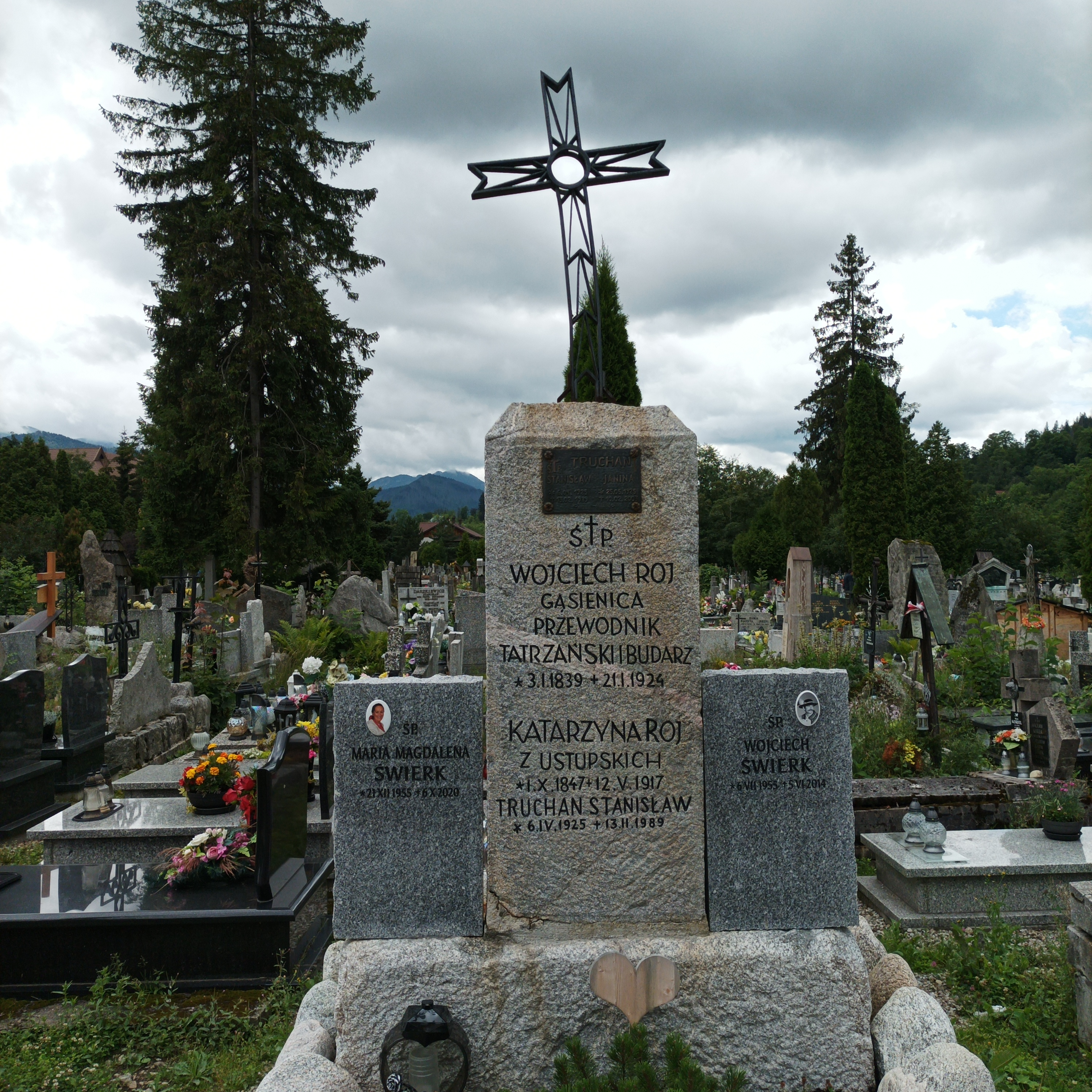
Grób Wojciecha Roja starszego na Nowym Cmentarzu w Zakopanem